# 大町桂月

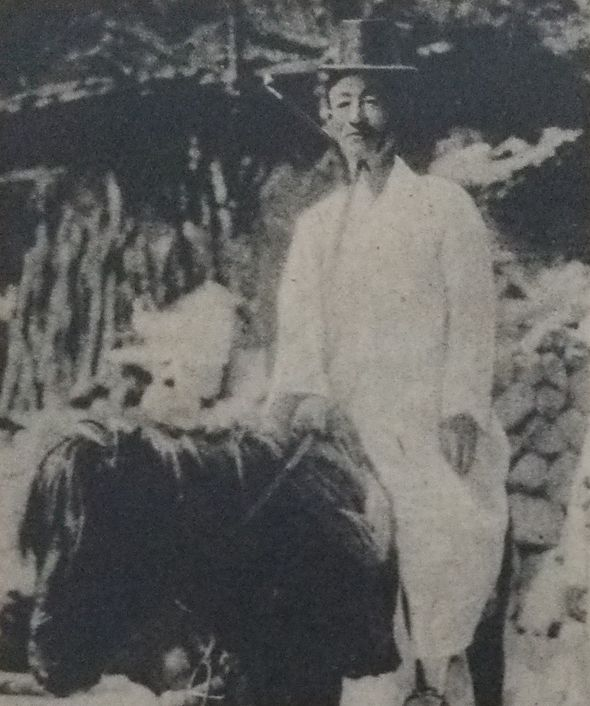
大町桂月（撮影年月不明）

大町 桂月（おおまち けいげつ、1869年3月6日（明治2年1月24日）- 1925年（大正14年）6月10日）は、高知県出身の詩人、歌人、随筆家、評論家。本名：大町芳衛（よしえ）。長男は化学者で慶應義塾大学教授の大町芳文、次男は昆虫学者で三重大学教授の大町文衛。

## 経歴
1869年（明治2年）、土佐郡高知街北門筋（現・高知市永国寺町）に元土佐藩士である通の息子として生まれる。名は芳衛。雅号の桂浜月下漁郎は、よさこい節にも唄われる観月の名所桂浜に因み、桂月はそれを縮めたもの。
1896年（明治29年）、東京帝国大学国文科卒。1899年（明治32年）、島根県で中学教師として奉職するも、1900年（明治33年）、乞われて博文館に入社し、1906年（明治39年）まで在籍。『文芸倶楽部』『太陽』『中學世界』などに随筆を書き、美文家として知られた。作品は韻文、随筆、紀行、評論、史伝、人生訓など多彩であった。格調高い文体から擬古派と言われた。和漢混在の独特な美文の紀行文は広く読まれた。
1902年7月25日に刊行された、内務大臣官房編纂『明治国民亀鑑』（1881年の褒賞条例によって褒賞を授けられた人々の伝記功績の記録）は桂月の執筆による。
1913年（大正2年）に出版された『人の運』は、洋の東西を問わず通ずる処世訓集として当時のベストセラーとなる。
また、明治大学で教鞭を執った。
終生酒と旅を愛し、「酒仙」とも「山水開眼の士」とも称された。晩年は遠く朝鮮、旧満州（中国東北部）まで足を延ばしている。

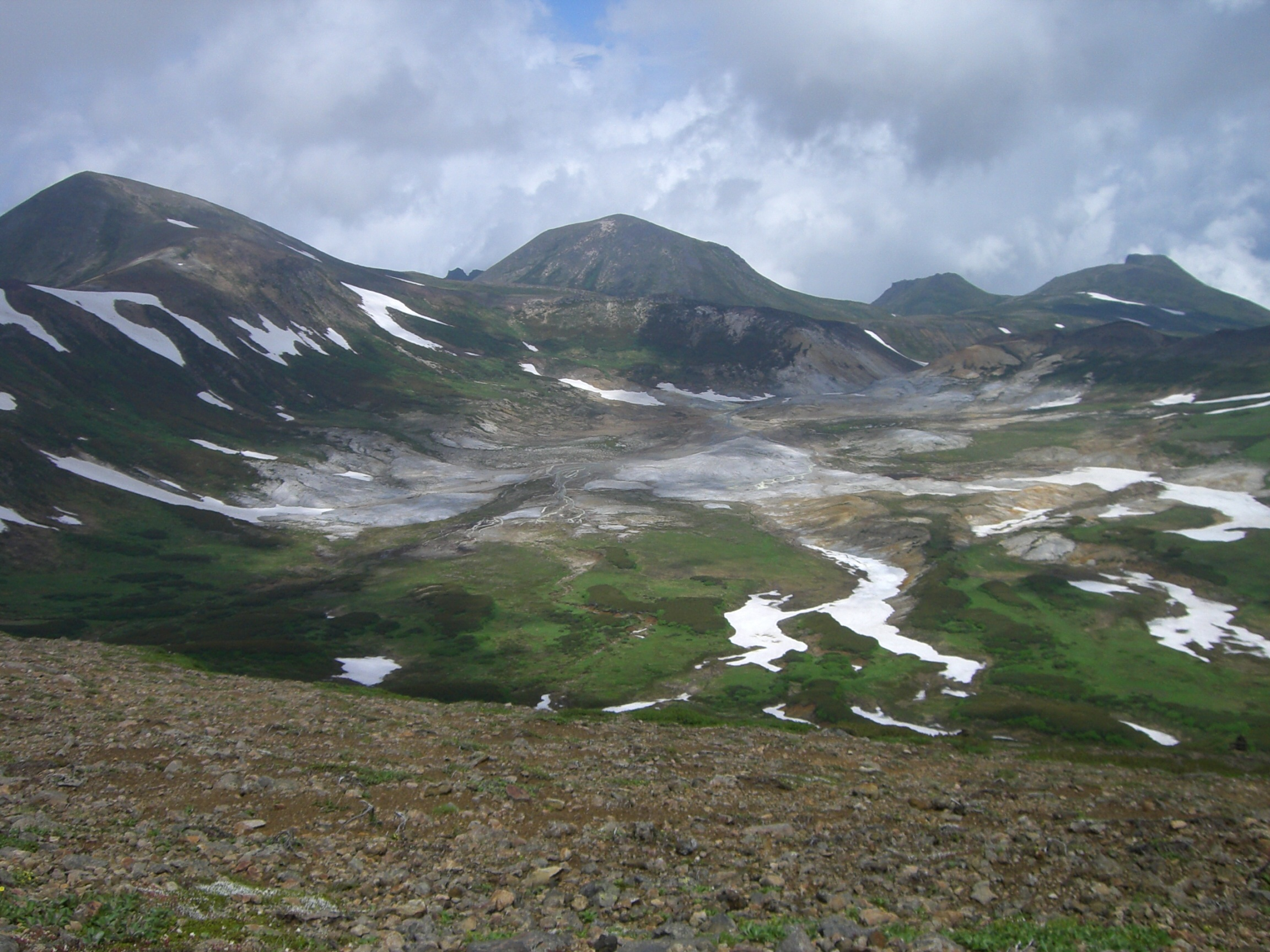
大雪山系、桂月岳（右から2番目）、黒岳（右端）

桂月は北海道の層雲峡や羽衣の滝の名付け親でもある。北海道各地を旅行してその魅力を紀行文で紹介した。大雪山系の黒岳の近くには、彼の名前にちなんだ桂月岳という山がある。
青森県と秋田県にまたがる十和田湖と青森県側の奥入瀬を殊に愛し、日本でも国立公園を設ける検討が始まると、1923年（大正12年）に『十和田湖を中心に国立公園を設置する請願』を起草するなど尽力した。青森県五戸町出身で『太陽』編集長の鳥谷部春汀に誘われ十和田湖を初めて訪れたのは1908年（明治41年）夏で、秋に発行された同誌に載せた「奥羽一周記」で十和田湖の素晴らしさを広く紹介した。晩年は同地の蔦温泉に居住し、1925年（大正14年）4月には本籍地も蔦温泉に移したが、ほどなく胃潰瘍のため温泉旅館で死去、56歳。戒名は清文院桂月鉄脚居士。墓は、蔦温泉の温泉旅館の近くにある。（現在は雑司ヶ谷霊園にもある）

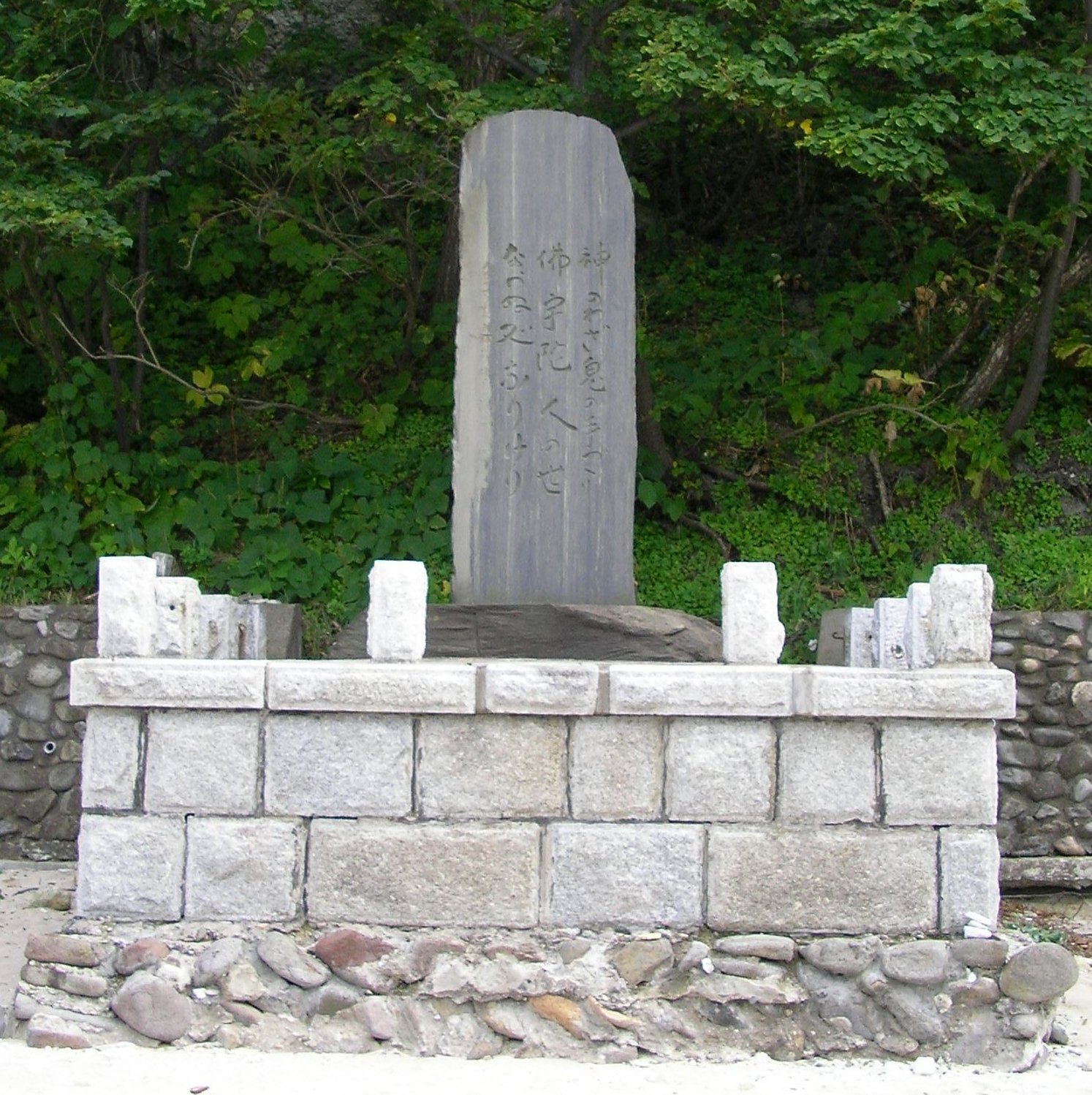
仏ヶ浦極楽浜に立つ大町桂月歌碑

桂浜に碑がある。側面には「見よや見よ みな月のみのかつら浜 海のおもよりいづる月かげ」の歌が刻まれ、大正7年、38年ぶりに、故郷の土を踏んだ桂月が、同郷の愛弟子田中桃葉（貢太郎）と、この桂浜に遊歩した折の作歌である。

## 与謝野晶子と桂月
1904年（明治37年）9月に『明星』に発表された与謝野晶子の「君死にたまふことなかれ」に対して、「皇室中心主義の眼を以て、晶子の詩を検すれば、乱臣なり賊子なり、国家の刑罰を加ふべき罪人なりと絶叫せざるを得ざるものなり」と『太陽』誌上で非難している。これに対して与謝野晶子は『明星』11月号で「ひらきぶみ」を発表し、「歌はまことの心を歌うもの」と弁明している。
現在、大町桂月の評価が低いのは、こうした当時としては「常識的」で「多数派」であった発言が、後年の目から見れば国粋主義的に写ることから来ている面もある。しかし、この騒動以前は桂月は晶子の才能を認めており、親交も深かった歌人であった。晶子は57歳で病没した桂月に『横浜貿易新報』（現在の『神奈川新聞』）に追憶を寄せている。

## 顕彰
蔦温泉には大町桂月資料館が設けられている。
「大町桂月先生顕彰碑」が桂浜に建立されている。

## 主な著書
- 『一蓑一笠』博文館、明治34年2月
- 『行雲流水』博文館、明治42年4月
- 『桂月全集』全12巻 同刊行会・興文社、1922-1923年（大正11-12年）